# Agrotis csutaki
Agrotis csutaki là một loài bướm đêm trong họ Noctuidae.